# Connor MacLeod
Connor MacLeod egy kitalált személy, a Hegylakó-filmek címszereplője és a sorozat egyik szereplője. A mozifilmben Christopher Lambert alakította. Mind a filmek, mind a televíziós sorozat elsősorban Connor személyiségére és cselekedeteire alapul.

## Élete
Connor 1518. január 1-jén született a Loch Shiel partján álló Glenfinnan faluban. Egy átlagos skót életét élte, mígnem 1536-ban halálos sebesülést szerzett a Fraserek elleni csatában. Az ellenfél oldalán harcoló, az orosz sztyeppékről származó Kurgan majdnem a fejét vette. Ám Connor megmenekül a csatából és csodával határos módon sebe is hamarosan begyógyul. Környezete azt hiszi, hogy az ördöggel cimborál, ezért elűzik a faluból.
A férfi délnek veszi az irányt és találkozik a kovács Angus McDonalddal, aki befogadja a házába és kitanítja mesterségére. 1539-ben Angus meghal, Connor pedig feleségül veszi a lányát, Heathert, és Jedburgh falu mellett – mely a Déli Felföldre vezető út elágazásánál, a Cheviot-domboktól északra feküdt – egy kis tanyán telepednek le.
Pár év múlva, 1541 nyarán egy titokzatos spanyol férfi jelenik meg otthonukban. Az idegen Juan Sánchez Villa-Lobos Ramírez néven mutatkozik be és azt állítja hogy Connorhoz hasonlóan ő is halhatatlan. Az elkövetkező másfél évben az ifjú skót mesterfokon megtanul vívni a spanyoltól és mindent megtud fajtájáról. 1542 telén ismét megjelenik Kurgan, aki egyszer már majdnem megölte Connort és párbajra hívja ki Ramírezt, akit legyőz és a párbaj végén a fejét veszi.
Connor megmenekül és 1590-ig a kis faluban marad. Itt éri a hír, hogy 1555-ben anyját boszorkányság vádjával megégették. Felesége 1590-ben meghal és Connornak már semmi keresnivalója nincs Skóciában, így felégeti a farmot és útnak indul. 1599-ben megérkezik Londonba. Rövid idő múlva, 1625-ben ismét visszatér Skóciába, ahol rátalál „rokonára”, Duncan MacLeodra. Szárnyai alá veszi az ifjú rokont és kitanítja tudományára. 1632-ig együtt járják Európát, majd miután Connor elvégezte munkáját, útjaik külön válnak.
Az idősebb skót visszatér szülőföldjére, majd 1642-ben Európán át Ázsiába indul, hogy felkutassa a legendás halhatatlant, Nakanót, akiről Ramírez mesélt neki. 1650-ben Japánban Nakano tanítványaként a Niri-hegység barlangjaiban él. A gonosz Kane felkutatja Nakanót, hogy megszerezze az erejét és megölje a Hegylakót. Bár a varázslót sikerül megölnie, Connor elmenekül előle és Kane 345 évre a barlang fogságába esik, amikor az Nakano serkentése után maga alá temeti. 1660-ban Connor Nyugat-Európából visszatér Londonba, és a következő évszázad nagy részét ott tölti. 1715-ben meglátogatja régi tanítványát, Duncant az esküvőjén.
Ezután áthajózik Amerikába, ahonnan csak 1789-ben tér vissza amikor a francia forradalom alatt a szintén halhatatlan Pierre Bouchet oldalán harcol. 1790-ben Connort árulásért elfogják és guillotine általi halálra ítélik, azonban Pierre Bouchet feláldozza magát helyette. A skót ismét Amerikába megy, ahol 1796-ban felveszi az „Adrian Montague” nevét, és megveszi az 1182-es szám alatt álló Hudson Street-i házat New York-ban. 1830 körül Connor egy asszony szerelméért vetélkedik Duncan MacLeoddal és győz. 1839-ben „Jacques Lefeburt” néven (aki valójában 1819-ben kisgyerekként meghalt) „megörökli” Adrian Montague ingóságait.
1872-ben nem sokkal azután, hogy a fiatalabb skót indián törzsét lemészárolták, Connor meglátogatja Duncan MacLeodot. 1879-ben Connor harcolt a Zulu-angol háborúban, önkéntes volt a 17-es lándzsásoknál. A Singasi folyónál Cetewayo csapatai három nap alatt felmorzsolták a brit támadókat, és a halhatatlant elfogták. Connor megküzdött Cetewayo legjobb harcosával, majd Kastagir kiszabadította a skótot, és elkalauzolta észak felé, ahol a brit csapatok állomásoztak.
Az első világháború alatt az antant oldalán harcolt. 1925-ben Connor „Alfred Nicholson” néven megörökli Jacques Lefeburt Hudson Street-i házát. 1975-ben New Yorkban „Russell Nash” néven régiségkereskedést nyit a Hudson Streeten. 1985 márciusának végén Kurgan New Jersey-ben lefejezi Osta Vazileket. Két nappal később Connor MacLeod a Madison Square Garden parkolójában legyőzi Iman Fasil-t. A rendőrségnek nincs elég bizonyítéka ellene, ezért elengedik. Kurgan megérkezik a városba. 1985 áprilisában Kurgan legyőzi Sunda Kastagirt. Connor összecsap Kurgannal és legyőzi. Kurgan halála után Skóciába utazik. 1988-ban, miután örökbefogadott egy fiút, Johnt, Connor Marakeshbe költözik új családjával.
1992. augusztus 27-én Slan Quince után eredt fejvadászatra, és találkozott Duncan MacLeoddal, Tessa Noellel és Richie Ryannel. Elmondta Duncannek hogy közeledik az az idő, amikor kiderül, ki lesz az utolsó Halhatatlan. 1994 januárjában Connor otthagyja afrikai otthonát, New Yorkba megy, hogy régi ellensége, Kane, a halhatatlan varázsló nyomába eredjen. Miután legyőzte, visszatért Skóciába és elvette harmadik feleségét, Alexandra Johnsont, aki a XVIII. századi skót szerelmének, Sarah Barringtonnak távoli leszármazottja. 1998. november 7-én Duncan elhagyja barátait és felkeresi mesterét és együtt vadásznak a többi halhatatlanra. 2002-ben felbukkant Jakob Kell. Duncan kénytelen volt fejét venni mesterének. Ezután megölte Kellt.

## Érdekesség
A huszadik század elején, amikor a kelta szellemiség ébredezni kezdett az évszázados angol uralom nyomasztó hatása alól, megjelent és több könyvet is megjelentetett Skóciában egy titokzatos, magát Fiona MacLeodnak (álnév) nevező író, aki nem volt hajlandó valódi kilétét felfedni. Misztikus kisregényei és novellái észak kietlen tájairól ("wind and waves" - szél és hullámok, ahogy a kritikusai jellemezték), tengerpartjairól, kegyetlen vérbosszúkról és fókákkal szeretkező emberekről szóltak. Fiona MacLeod többek között azt is állította magáról, hogy több ezer éves. A kortársak azt gyanították, hogy az álnév mögött William Sharp skót kritikus rejtőzik, de nem tudták bebizonyítani.

## Fordítás
- Ez a szócikk részben vagy egészben  a   Connor MacLeod című angol Wikipédia-szócikk fordításán alapul.  Az eredeti cikk szerkesztőit annak laptörténete sorolja fel. Ez a jelzés csupán a megfogalmazás eredetét és a szerzői jogokat jelzi, nem szolgál a cikkben szereplő információk forrásmegjelöléseként.